# 洮昌道
洮昌道，中华民国初期，奉天省的道。在今吉林省、辽宁省境内。
1914年6月由北路道改名，治洮南县（今吉林洮南市），1917年移治辽源县（今吉林双辽市）。属奉天省。辖洮南、辽源、昌图、康平、开通、洮安、梨树、安广、怀德、突泉、镇东、法库等县。辖区约当今吉林省洮南、白城、镇贲、大安（西部）、通榆、双辽、梨树、四平、公主岭等市县，和辽宁省昌图、康平、法库等县地，以及内蒙古自治区突泉、通辽、科尔沁左翼中旗等旗县地。1914年由辽源县析置双山县。1915年由突泉县南段地置瞻榆县，所余辖境及洮安县分治乾安镇地改置突泉设治委员，旋升为突泉县。1918年由辽源县通辽县佐及达旗河南北荒地设置通辽县。1929年初废。